# Diplôme de langue allemande
Pour les articles homonymes, voir DSD.
Le diplôme de langue allemande (DSD) de la conférence permanente des ministres de l'Éducation et la Culture (KMK) (en allemand : Deutsches Sprachdiplom) est un examen linguistique d'allemand langue étrangère ou langue seconde qui peut être passé après plusieurs années d'apprentissage de l'allemand. Actuellement, environ 50 000 candidats passent cet examen chaque année, principalement des élèves entre 14 et 19 ans. Le diplôme de langue allemande premier niveau (DSD I, niveau A2/B1 du CECR) atteste aux étrangers les connaissances suffisantes de l'allemand pour être admis dans un collège d'enseignement propédeutique Studienkolleg en allemand, le diplôme de langue allemande deuxième niveau (DSD II, niveau B2/C1 du CECR) atteste aux étrangers les connaissances de l’allemand suffisantes pour être admis dans un établissement d’enseignement supérieur en Allemagne.

## Les différences entre le DSD et d’autres certifications linguistiques
La principale différence entre le diplôme de langue allemande DSD de la conférence permanente des ministres de l'Éducation et la Culture (KMK) et d’autres examens d’allemand langue étrangère ou langue seconde réside dans son intégration dans le milieu scolaire. L’approche du diplôme de langue allemande n’est pas le Teaching to the test, c’est-à-dire l’enseignement qui a pour but de passer l’examen, mais une progression systématique des compétences par le biais de l’enseignement de l’allemand sur plusieurs années. À l’opposé de beaucoup d’autres certificats linguistiques, la participation à l’examen n’est pas liée à des frais d’examen et est seulement possible après la participation à des cours d’allemand pendant plusieurs années. En règle générale, des professeurs de l’enseignement des Länder, pour la plupart titularisés, participent au cours du programme DSD ainsi qu’à la réalisation et l’évaluation des examens. Conçu par la KMK, le programme DSD et la certification sont d’une importance significative par rapport à d’autres institutions extra-scolaires, ce qui se reflète dans la reconnaissance dont le DSD jouit.

## Historique et fonctions
Le 16 mars 1972, la KMK décida de créer un « diplôme de langue allemande » qui fut introduit en 1974. Au milieu des années 1970, le nombre des participants annuels, au niveau mondial, était compris entre 500 et 1000 candidats, en 1995, on comptait 7 500 diplômés et en 2000, 14 000 élèves auraient participé à l’examen. En 2007, le diplôme de langue allemande fut adapté au Cadre européen commun de référence pour les langues. Dès lors, les différentes compétences acquises figurent sur les certificats.
Le diplôme de langue allemande étant remis par la conférence permanente des ministres de l'Éducation et la Culture, c’est la commission centrale pour le diplôme de langue allemande qui est responsable pour son application opérationnelle. Cette dernière se compose des représentants des Länder ainsi que des représentants de la République fédérale d’Allemagne car l’enseignement à l’étranger fait partie des compétences de cette dernière (la politique de l’éducation et des affaires culturelles à l’étranger) de même que de celle des Länder (souveraineté des Länder dans le domaine culturel). Selon ces compétences, le Comité central se compose de trois représentants des Länder ainsi que de trois représentants du gouvernement fédéral allemand. Les représentants des Länder sont originaires du Land de Hesse, de Bavière et de Rhénanie-Palatinat. Les représentants de la autorités fédérales relèvent du ministère des Affaires étrangères et au Service central pour l’enseignement allemand à l’étranger (Zentralstelle für das Auslandsschulwesen), qui fait partie de l’Office de l’administration fédérale (Bundesverwaltungsamt). Depuis 2013, le fonctionnaire ministériel bavarois Thomas Mayer est le président du comité central. Celui-ci a pour mission la direction générale et la gestion du diplôme de langue allemande ainsi que l’admission des établissements scolaires et des candidats à l’examen. Le comité central veille, de plus, à ce que le règlement des examens et les prescriptions de mise en œuvre soient respectés.
Au début, les exercices compris dans l’examen, qui avaient été appliquées partout dans le monde, furent développés par les représentants des Länder. L’administration entière fut organisée par le secrétariat de la conférence permanente des ministres de l'Éducation et la Culture. Grâce à l’expansion grandissante du nombre des élèves participants, une partie des compétences fut transmise au Service central pour l’enseignement allemand à l’étranger qui fait partie de l’Office de l’administration fédérale. Comme auparavant, c’est le secrétariat de la conférence permanente des ministres de l'Éducation et la Culture (KMK) qui met à disposition le service des examens ainsi que la direction du comité central pour le diplôme de langue allemande. Elle forme la jonction entre les commissions de la KMK du côté des Länder et les institutions du côté des autorités fédérales.

## La diffusion actuelle
Actuellement, le DSD est proposé dans plus de 800 établissements scolaires repartis dans 60 pays environ, parmi lesquels on compte surtout, à côté de beaucoup d'établissements scolaires allemands à l’étranger, des établissements scolaires du domaine public ou privé. Selon les 50 000 candidats annuels il ne se trouve pas moins de 30 000 élèves des établissements scolaires français qui participent au DSD I.
En outre, un projet pilote fut introduit à Hambourg. Dans le cadre de celui-ci, un certificat du diplôme de langue allemande, dont les niveaux de langue ont été élaborés par le CECR, est remis aux élèves issus de l'immigration pour encourager l'intégration scolaire après la participation au programme DSD et à l'obtention de l'examen.

## Descriptifs des épreuves du second niveau (DSD II)[10]
Le diplôme de langue allemande, puisqu'il évalue quatre compétences linguistiques, est divisé en quatre épreuves. Aussi bien au DSD I qu'au DSD II, on trouve : 
- une épreuve de compréhension orale, nommée Hörverstehen et abrégée par HV ;
- une épreuve de compréhension écrite, nommée Leseverstehen ou LV ;
- une épreuve d'expression écrite, nommée Schriftliche Kommunikation ou SK ;
- une épreuve d'expression orale, nommée Mündliche Kommunikation ou MK.

### Des épreuves de compréhensions
La Hören- et la Lesenverstehen (compréhension orale et écrite) se présentent sous la forme de QCM. Elles comportent vingt-quatre questions. Le candidat doit choisir une des trois réponses proposées. Ces questions sont réparties entre quatre parties. Il s'agit d'articles de presse, d'interviews, de témoignages... Quand il a terminé, le Prüfling reporte ses réponses sur une grille, qu'il trouve en dernière page du dossier. C'est le seul document qu'il rend à la fin de l'épreuve. Cette fiche sera lue par un système de traitement automatique.

### L'expression écrite
L'épreuve dure deux heures. il est demandé au candidat de faire une composition traitant d'un sujet d'actualité, de politique, d'économie, de société ou de culture, en lien avec l'Allemagne. Pour ce faire, le sujet comprend un texte, très souvent issu d'un périodique allemand ainsi qu'un graphique et une problématique. Il s'agit alors de présenter les documents et de disserter à partir de la problématique donnée. Cette partie est aussi notée sur vingt-quatre. Elle prend en compte la connaissance de la langue, la structure du devoir, son contenu, la pertinence de la réponse apportée...

### L'épreuve orale
Elle a lieu plus tard que les trois autres. Elle se déroule en deux temps.
Le candidat présente un exposé préparé devant un jury composé de deux autochtones mandatés par le KMK. Il doit parler, pendant cinq minutes, d'un sujet en rapport avec l'Allemagne. Son choix est libre du moment qu'il est question de l'Allemagne, ou à défaut, du monde germanophone. S'ensuivent cinq minutes de questions.
Ensuite, le groupe d'examinateur donne un autre sujet au candidat. Dessus figure une notion, les études à l'étranger par exemple, ainsi que sept termes s'y rapportant. L'examiné a vingt minutes pour préparer un autre discours de cinq minutes à partir de ces éléments. L'oral du DSD II s'achève sur cinq autres minutes d'entretien.

## Admissibilité[10]
Depuis 2014, les candidats au DSD II scolarisés et passant l'examen avec leur établissement ne peuvent se présenter aux épreuves que s'ils attestent d'une moyenne en allemand de 11/20. Pour obtenir le niveau A2 ou le niveau B2, selon l'examen, il faut atteindre la note de 8/24 pour chaque épreuve. Le B1 et le C1 sont accordés à partir de 14/24 aux épreuves de compréhension et 12/24 en expression. Si la validation n'est pas homogène, le candidat est admis au niveau le plus bas qu'il a atteint. Il est cependant détaillé, sur son diplôme, les épreuves où le niveau supérieur a été validé. 

## Débouchés

### Diplôme de langue allemande, premier niveau (DSD I)
En France, le diplôme de langue allemande, premier niveau (DSD I) se déroule dans le cadre d’un accord de partenariat dit Länderprojekt sous la désignation « certification allemande » du ministère de l’Éducation nationale. En règle générale, la conférence permanente des ministres de l'Éducation et la Culture (KMK) prévoit environ six à huit cents cours d'allemand de quarante-cinq minutes avant l'obtention du diplôme de langue allemande, DSD I. De manière analogue au DSD II, des compétences en matière de communication orale et écrite, ainsi qu'en matière de compréhension orale et de lecture doivent être attestées lors de l'examen. Selon les conditions générales des examens linguistiques d'allemand pour l'admission à une université allemande (RO-DT), le DSD I atteste des connaissances de l’allemand suffisantes pour être admis dans un collège d’enseignement propédeutique (Studienkolleg).

### Diplôme de langue allemande, deuxième niveau (DSD II)
Dans un cas individuel, le fait de passer le DSD II ne dépend pas de l'obtention du DSD I. Les différentes compétences en matière de communication orale et écrite, de compréhension orale et de lecture du niveau B2/C1 sont testées après plusieurs années de cours d'allemand à l'école. En règle générale, la KMK prévoit environ 800 à 1 200 cours d'allemand de 45 minutes jusqu'à l'obtention du diplôme de langue allemande, deuxième niveau (DSD II). Selon les conditions générales des examens linguistiques d'allemand pour l'admission dans l'enseignement supérieur allemand (RO-DT), le DSD II atteste des connaissances de l’allemand suffisantes pour suivre des cours de l’enseignement supérieur en Allemagne. Les établissements universitaires reconnaissent le DSD II des élèves qui s'intéressent à des études en Allemagne si les compétences affichées sur le diplôme correspondent aux conditions générales d'agrément de l'établissement ou du programme d'études concret.